# Johannes Friedrich Emde
Johannes Friedrich Emde (* 17. Februar 1806 in Mühlhausen; † 18. Januar 1882 ebenda) war ein deutscher Landwirt und Politiker.

## Leben
Emde war der Sohn des Landwirts Johannes Emde (1740–1829) und dessen Ehefrau Anna Marie Christine Liane geborene Kiepe (* 1780). Er heiratete am 6. Mai 1827 in Mühlhausen Marie Christiane Meister (1803–1881). Aus der Ehe ging der Sohn Eduard Emde (1841–1929) hervor, der ebenfalls Landtagsabgeordneter werden sollte.
Emde war Landwirt in Mühlhausen. 1854 bis 1872 war er Bürgermeister von Mühlhausen. 1855 bis 1872 gehörte er dem Landtag des Fürstentums Waldeck-Pyrmont an. Er wurde im Wahlkreis Kreis des Eisenbergs gewählt.